# Subway (Schnellrestaurant)
Subway ist eine 1965 von Fred DeLuca und Peter Buck gegründete US-amerikanische Franchisekette im Fast-Food-Bereich. Das erste Subway-Restaurant wurde 1965 in Bridgeport im US-Bundesstaat Connecticut unter dem Namen Pete’s Super Submarines eröffnet. Die Produktpalette umfasst in erster Linie Sandwiches, Wraps und Salate. Die Sandwiches werden einzeln auf Bestellung in Sichtweite zubereitet. Seit Ende 2010 ist Subway die Fastfoodkette mit den weltweit meisten Restaurants. Im deutschsprachigen Raum ist Subway seit Ende der 1990er Jahre vertreten. Im August 2023 wurde Subway an den Finanzinvestor Roark Capital verkauft.

## Name

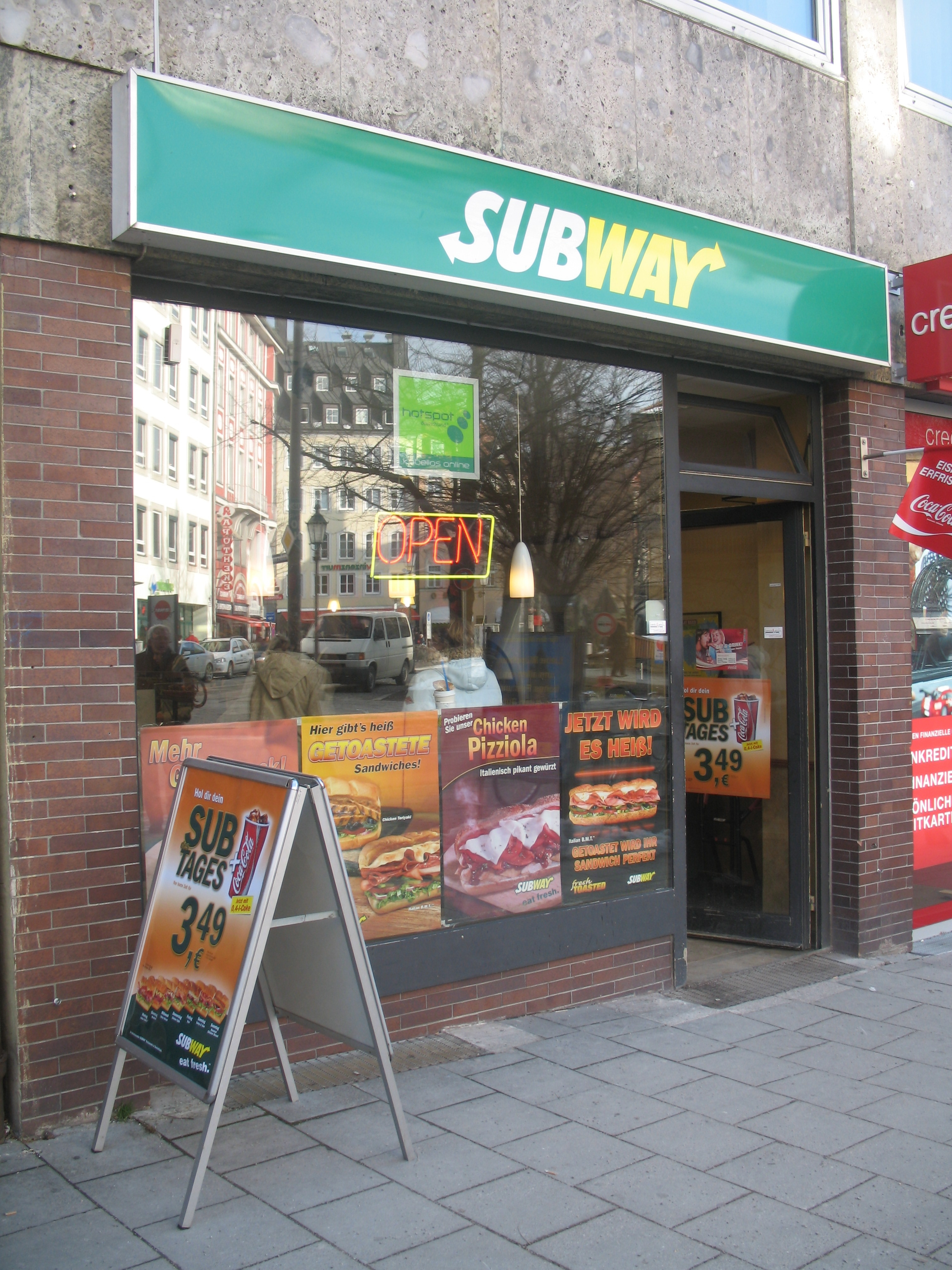
Typisches Subway-Restaurant, hier München

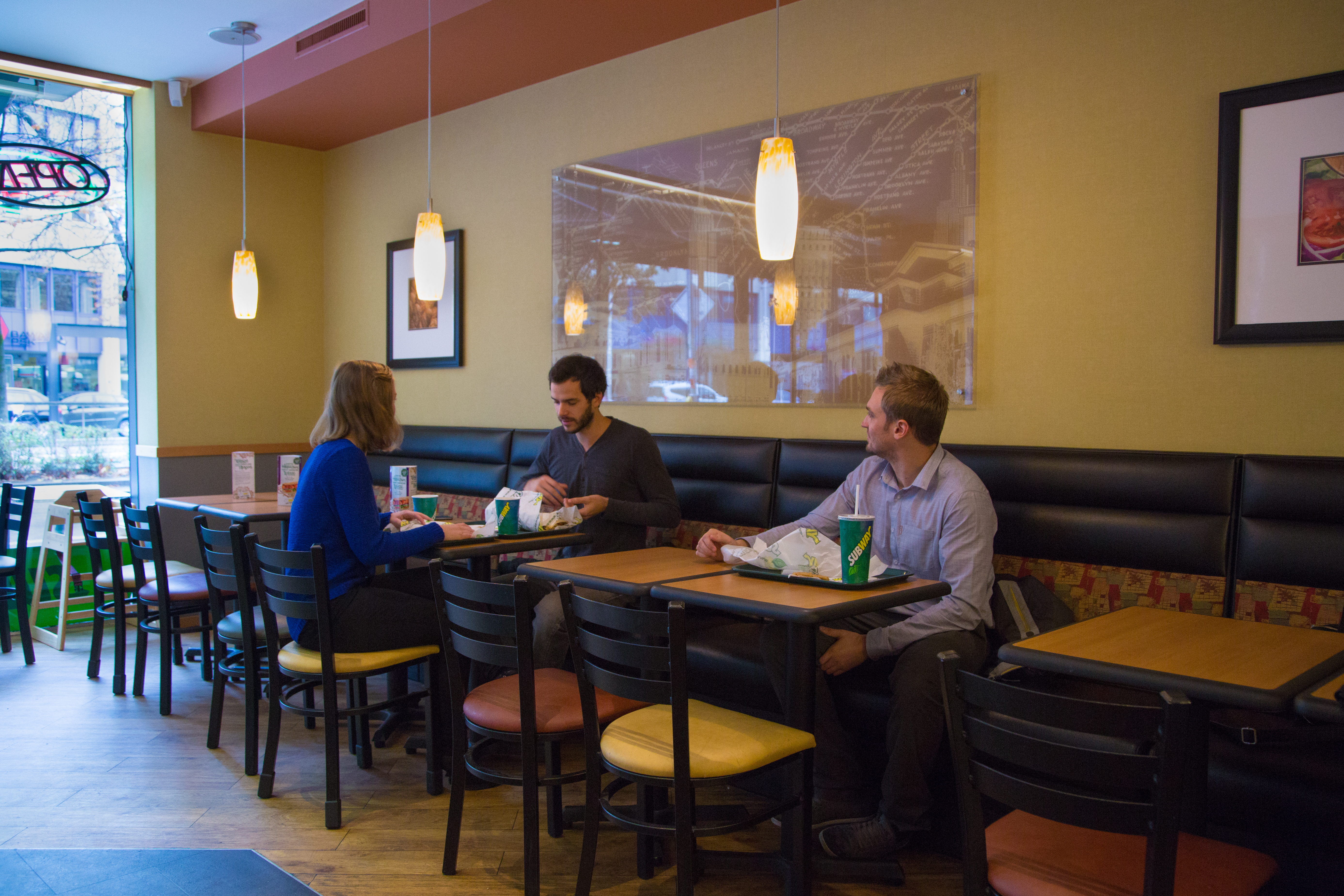
Blick in das Innere eines Restaurants im – veralteten – Metropolitan Décor

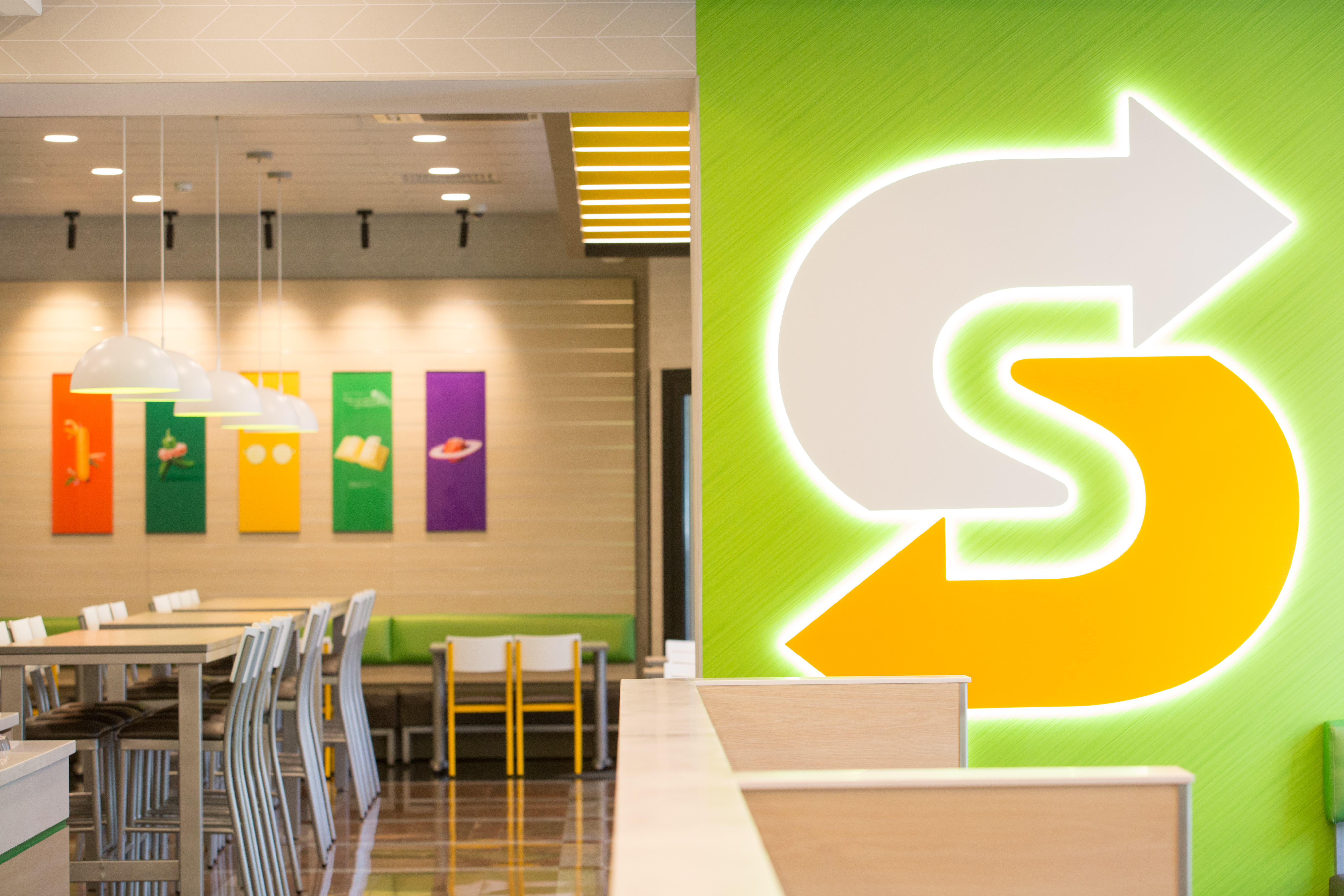
Restaurant im – aktuellen – „Fresh Forward“-Design

Der Firmenname entstand aus der Kombination des englischen Wortes „sub“, einer Abkürzung für „submarine sandwich“, die wegen ihrer länglichen Form so genannt werden (submarine, englisch für U-Boot), mit dem Suffix „-way“, da dies zum US-amerikanischen Wort für U-Bahn (subway) passt, weil schon die ersten Restaurants mit einem auf U-Bahn-Netzplänen basierenden Dekor ausgestattet waren.

## Restaurant

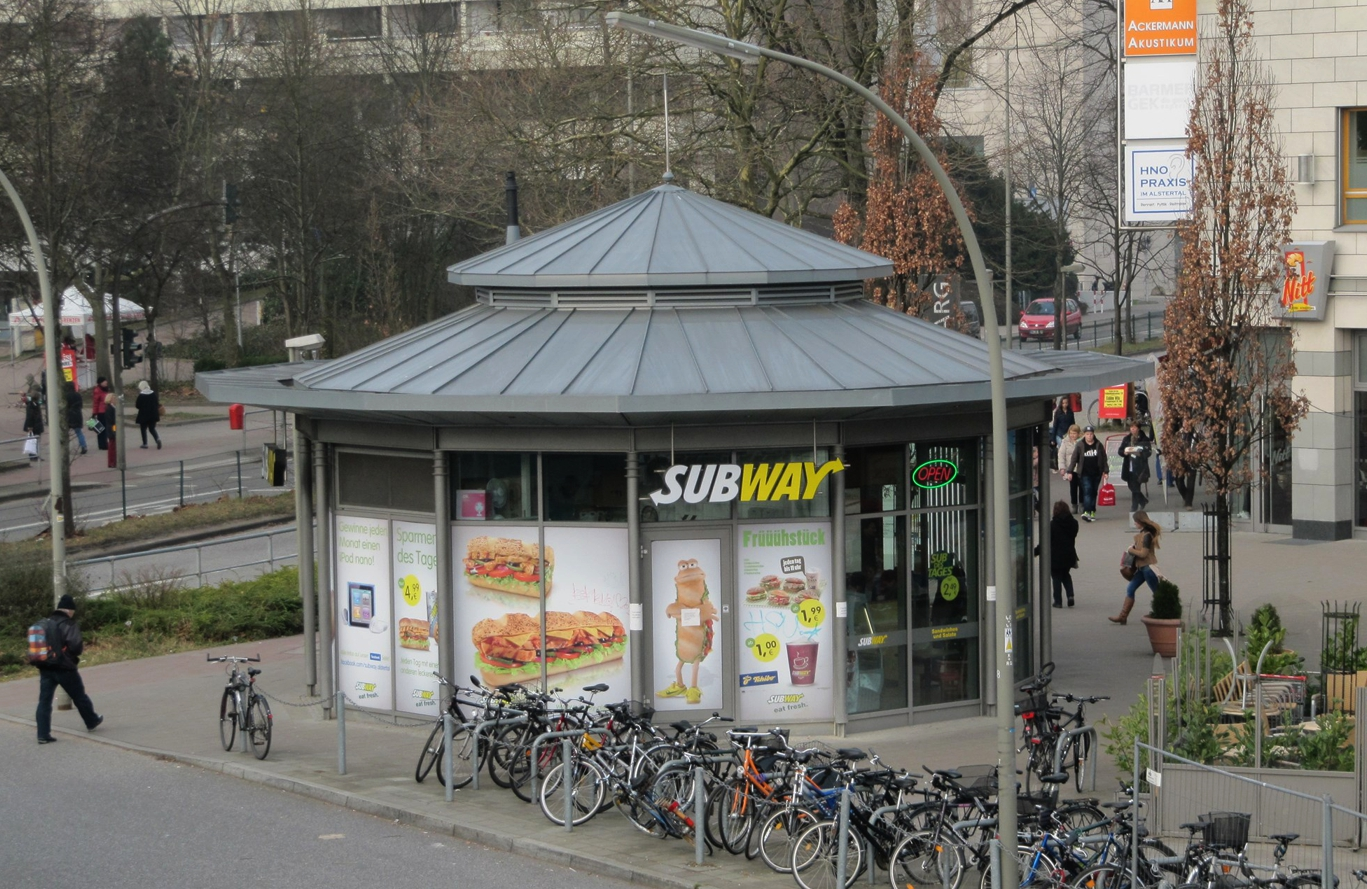
„Subway“-Freestander in Hamburg-Poppenbüttel

Neben sogenannten Freestander-Restaurants in freistehenden Gebäuden gibt es Subway-Restaurants vermehrt auch an sogenannten „nicht-traditionellen“ Standorten in Kooperation mit institutionellen Partnern wie Krankenhäusern, Tankstellen, Flughäfen oder Bahnhöfen. Auch im deutschsprachigen Raum sind Standorte dieser Art auf dem Vormarsch.
In einigen Fällen teilt sich Subway eine Mietfläche mit Unternehmungen, die anderen Konzeptionen folgen, beispielsweise in einem Food-Court wie im „CentrO“ in Oberhausen. Außerhalb von Einkaufszentren soll damit eine reduzierte Mietbelastung für die beteiligten Anbieter bei großen Mietflächen erreicht werden. Manche Restaurants sind sehr klein und verfügen nicht über eine voll ausgestattete Küche, ein „Baking Center“ und haben manchmal keine oder nur sehr eingeschränkte Sitzmöglichkeiten. Diese Satellitenrestaurants können nur in Verbindung mit einem vollwertigen Subway-Restaurant betrieben werden.

## Sortiment
Das Basisangebot besteht aus Sandwiches, Salaten und Wraps. Zusätzlich werden Kartoffelchips, American Cookies und alkoholfreie Getränke angeboten. Die Produkte werden auf Kundenwunsch aus verschiedenen Brotsorten, Gemüse, Käse sowie dem eigentlichen Hauptbelag (Fleisch [inkl. Salami, Schinken und Thunfisch], vegetarischer Belag) und Saucen individuell zusammengestellt. In den USA, im Vereinigten Königreich und vereinzelt in Deutschland und anderen Ländern werden neben Sandwiches auch Suppen verkauft. Es obliegt dem Franchisenehmer, ein Catering anzubieten.

### Brote
Die Brote werden als tiefgefrorene Teiglinge geliefert und täglich in der Filiale gebacken. Sie sind in zwei verschiedenen Größen – einem halben Brot mit ca. 15 Zentimeter Länge und einem ganzen Brot mit ca. 30 Zentimeter Länge (im englischsprachigen Bereich „Footlong“ genannt) – erhältlich. Es werden verschiedene Brotsorten angeboten, z. B. Weißbrot, Vollkornbrot und auch glutenfreies Brot. 2013 wurde in Deutschland Flatbread eingeführt, ein flaches, getoastetes Brot. Diese Brotsorte ist nicht in allen Restaurants verfügbar.

### Hauptbelag
Nachdem der Kunde das Brot ausgesucht hat, wählt er den von ihm gewünschten Hauptbelag. Angeboten werden verschiedene Beläge wie Salami, Thunfisch, Schinken, gewürztes Hühnerfleisch, vegane Fleischalternativen oder verschiedene Patties.

### Käse
Nachdem der Mitarbeiter den Hauptbelag auf dem Sandwich angebracht hat, wählt der Kunde den Käse, wobei eine Portion im Preis inbegriffen ist; weitere Käsesorten können gegen Aufpreis gewählt werden. Zur Verfügung stehen verschiedene geriebene Käsesorten, veganer Käse sowie Schmelzkäse und Frischkäse.

### Gemüse
Nach dem Aufbringen des Käses wird das Produkt getoastet, danach wählt der Kunde das Gemüse. Zur Auswahl stehen frische Gemüse wie Salat, Tomaten und Zwiebeln sowie Konserven wie Jalapeños oder Oliven.

### Saucen und Gewürze
Nach dem Anbringen des Gemüses wird die gewünschte Sauce hinzugefügt, es gibt Soßen in verschiedenen Geschmacksrichtungen und Zusammensetzungen. Zusätzlich können Gewürze wie Salz, Pfeffer und Röstzwiebeln gewählt werden.

## Franchisekonzept
Der Franchisegeber für alle Subway-Restaurants weltweit ist Doctor’s Associates Inc. (DAI), ein 1966 von Fred DeLuca gegründetes Unternehmen, dessen Name vom Mitgründer Peter Buck stammt. Der Hauptsitz des Unternehmens befindet sich in Milford im US-Bundesstaat Connecticut. Die Regionalbüros in Deutschland, Österreich, der Schweiz und Luxemburg werden durch die „Subway Vermietungs- und Service GmbH (Subway Deutschland)“ in Köln koordiniert.
Der Vertragspartner der europäischen Franchisenehmer ist der europäische Hauptsitz, die Subway International B.V., eine Gesellschaft mit beschränkter Haftung nach niederländischem Recht, die ihren Sitz in Amsterdam hat.
Subway-Franchisenehmer zahlen eine wöchentliche Gebühr von 12,5 % des Bruttoumsatzes (abzüglich der Umsatzsteuer) eines Lokals (nicht je Franchisenehmer), die sich zusammensetzt aus 8 % für Tantiemen und 4,5 % für Marketingaufwendungen. Wer die erste Franchisevereinbarung unterzeichnet, zahlt darüber hinaus eine einmalige Gebühr von 10.000 Euro, die sich bei Erwerb weiterer Franchiselizenzen auf 5.000 Euro pro Lizenz verringert. Rund 50 Prozent der neuen Franchiselizenzen vergibt Subway an Franchisenehmer, die bereits ein oder mehrere Restaurants besitzen.
Die Franchisenehmer zahlen zusätzlich einen Werbebeitrag von 4,5 % in einen Werbefonds. Dieser wird von einem fünfköpfigen Gremium verwaltet, das aus Franchisenehmern besteht, die wiederum von allen Franchisenehmern gewählt wurden. Diese sogenannte IFAF Organisation (International Franchisee Advertising Fund) ist für Planung und Durchführung der Marketingaktivitäten zuständig.
Die Investition in ein klassisches Subway-Restaurant beginnt bei rund 200.000 Euro. Die Investitionskosten (inklusive der einmaligen Lizenzgebühr und der Einplanung eines hinreichenden Reservekapitals) bewegen sich meistens zwischen 110.000 Euro und 140.000 Euro. Die Höhe der Investition ist vor allem abhängig von der Größe und dem erforderlichen Aufwand des Ausbaus eines verfügbaren Ladenlokals. Damit unterscheidet sich Subway von anderen Franchiseanbietern durch relativ niedrige Gesamtinvestitionssummen. Der Franchisenehmer sollte mindestens 15.000 Euro als Eigenkapital zur Verfügung haben.
Nach Abschluss der Franchisevereinbarung nimmt der neue Franchisenehmer an einem zweiwöchigen Intensivtraining in einem Subway-Schulungszentrum teil. Deutschsprachige Schulungen erfolgen im Schulungszentrum in Köln. Die Schwerpunkte der Schulung liegen auf den praktischen Abläufen in einem Restaurant sowie dem Subway-Kontrollsystem. Das Kontrollsystem mit engmaschigen Inventuren und Auswertungen aller Lagerbestände und Restaurantdaten ermöglicht die lückenlose Kontrolle aller Abläufe im Restaurant.
Für alle Sandwiches und Zutaten gibt es festgelegte Produktspezifikationen. Jeder Lieferant muss sich zunächst einem Genehmigungsverfahren unterziehen. Sobald sichergestellt ist, dass er den Anforderungen von Subway genügt, tritt der Lieferant in Verhandlungen mit der IPC (Independent Purchasing Cooperative) oder in Europa mit der EIPC (European Independent Purchasing Company) ein. Die EIPC ist analog zur IPC eine durch die Franchisenehmer getragene Einkaufsvereinigung, deren Ziel es ist, auf europäischer Basis Konditionen zu verhandeln und einen Warenbezug für Franchisenehmer auf Bestpreisbasis sicherzustellen. Gemüse und Salat beziehen die Franchisenehmer von einem frei wählbaren regionalen Zulieferer. Für alle anderen Produkte, die bestimmten Produktspezifikationen von Subway entsprechen, gibt es eine Bezugspflicht.
Betriebs- und Geschäftsausstattung muss ebenfalls Subways-Vorgaben entsprechen, was die Zahl der möglichen Lieferanten einschränkt.
Subway gewährt grundsätzlich keinen Gebietsschutz, um die geplante Expansion nicht zu beeinträchtigen. Die Systemzentrale nimmt jedoch die Wechselwirkungen zwischen bestehenden Restaurants und geplanten Standorten zur Kenntnis. Will ein neuer Subway-Franchisenehmer im Umkreis von zehn Meilen (16,09 km) von bereits bestehenden Restaurants ein neues Restaurant eröffnen, werden alle betroffenen Franchisenehmer schriftlich darüber informiert und haben innerhalb von vierzehn Tagen das Recht, den neuen Standort anzufechten.
Mitgliedschaft im Deutschen Franchise-Verband
Bereits 2006 hatte Subway versucht, Vollmitglied im Deutschen Franchiseverband zu werden. Im Herbst 2008 wurde das Unternehmen vorübergehend als Vollmitglied aufgenommen. Nach einer von der Universität Münster durchgeführten Zufriedenheitsbefragung unter den Franchisenehmern wurde Subway im September 2009 die Vollmitgliedschaft entzogen. Subway blieb jedoch assoziiertes Mitglied im Verband. Diese Mitgliedschaft lief im Januar 2012 aus und wurde nicht verlängert. Im Jahr 2017 wurde Subway wieder Mitglied im Deutschen Franchiseverband und mit dem zertifizierten Qualitätssiegel ausgezeichnet. Der Verband prüft anhand regelmäßiger Systemchecks beispielsweise die Zufriedenheit der Franchisenehmer, den Franchisevertrag, das Konzept und Management sowie die angebotenen Produkte und Leistungen.

## Verbreitung

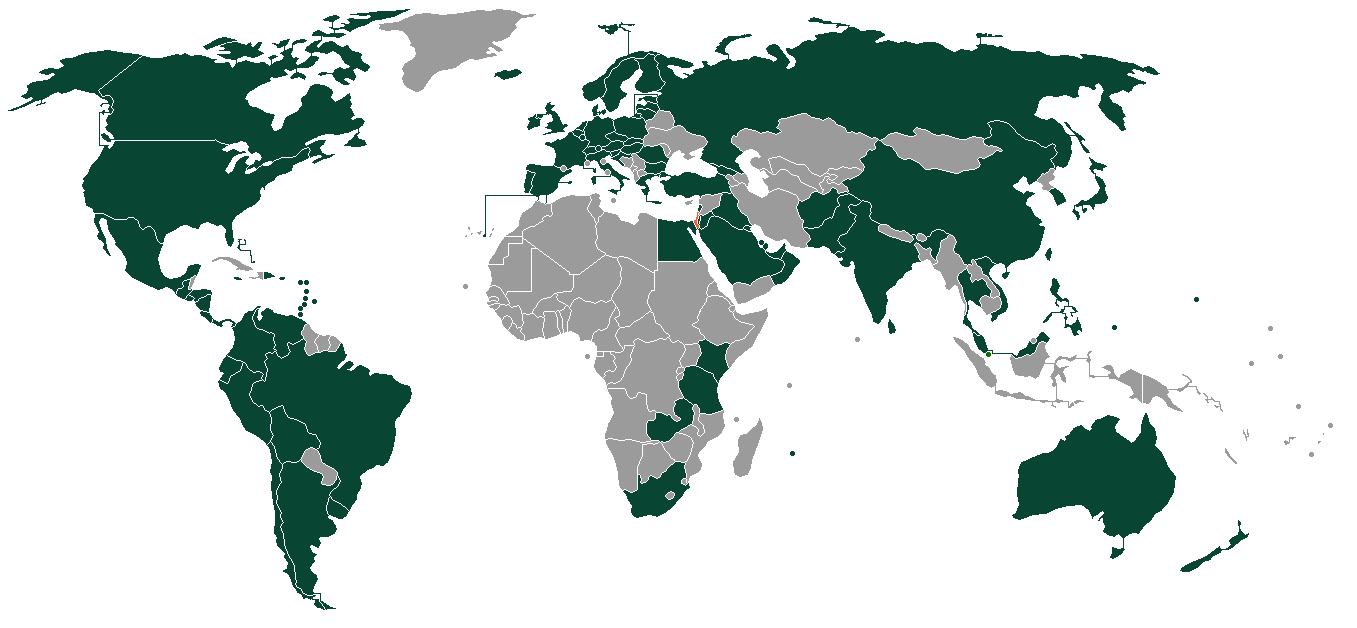
Länder mit Subway-Filialen (2015)

### International
Die Basis des Wachstums der Kette bildet seit 1976 die regionale Entwicklung der Märkte durch Gebietsentwickler, sogenannten Development Agents. Subway-Franchisenehmer operieren in insgesamt über 100 Ländern.
Weltweit hat Subway – was die Zahl der Filialen betrifft – inzwischen McDonald’s den Rang abgelaufen und ist seit Ende 2010 zum Marktführer aufgestiegen. Anzumerken ist allerdings, dass es für Subway weitaus günstiger ist, eine neue Filiale zu eröffnen (kaum Sitzplätze, geringer Platzbedarf, fast keine Küchengeräte) als für McDonald’s oder andere Burger-Ketten. Auch die Kosten für den laufenden Betrieb sind niedriger. Somit können sich Subway-Filialen auch in kleineren Orten rechnen, an denen sich kein McDonald’s-Restaurant rentiert.
Europaweit wachsen Subway und McDonald’s am schnellsten. Während Subway mit einem relativen Umsatzwachstum von 65 Prozent die Führung übernommen hat, führt McDonald’s in absoluten Umsatzzuwächsen.
Im August 2025 gab Subway bekannt, dass die Restaurants in Russland ab Ende 2025 unter dem neuen Namen „Subjoy“ betrieben werden, nachdem Franchisenehmer im Land aufgrund des Ukrainekriegs ihre Markenrechte verloren hatten. Während viele große westliche Fast-Food-Ketten seit dem russischen Überfall auf die Ukraine 2022 offiziell Russland verlassen haben, bleibt Subway, das sein erstes Restaurant 1994 in Russland eröffnet hat, über unabhängige Franchise-Unternehmen im Land.

### Deutschland
| Region                 | Anzahl |
| ---------------------- | ------ |
| Weltweit               | 37.044 |
| Europa                 | 4.983  |
| Vereinigtes Königreich | 2.187  |
| Deutschland            | 645    |
| Russland               | 450    |
| Frankreich             | 388    |
| Niederlande            | 189    |
| Finnland               | 186    |
| Polen                  | 168    |
| Schweden               | 167    |
| Irland                 | 137    |
| Schweiz                | 56     |
| Spanien                | 55     |
| Norwegen               | 49     |
| Österreich             | 37     |
| Rumänien               | 35     |
| Bulgarien              | 25     |
| Portugal               | 18     |
| Island                 | 16     |
| Italien                | 14     |
| Slowakei               | 11     |
| Tschechien             | 11     |
| Estland                | 10     |
| Georgien               | 7      |
| Litauen                | 7      |
| Luxemburg              | 6      |
| Belgien                | 5      |
| Ungarn                 | 5      |
| Zypern                 | 5      |
| Slowenien              | 4      |
| Dänemark               | 3      |
| Griechenland           | 2      |
| Lettland               | 2      |
| Malta                  | 2      |
| Kosovo                 | 1      |
| Liechtenstein          | 1      |

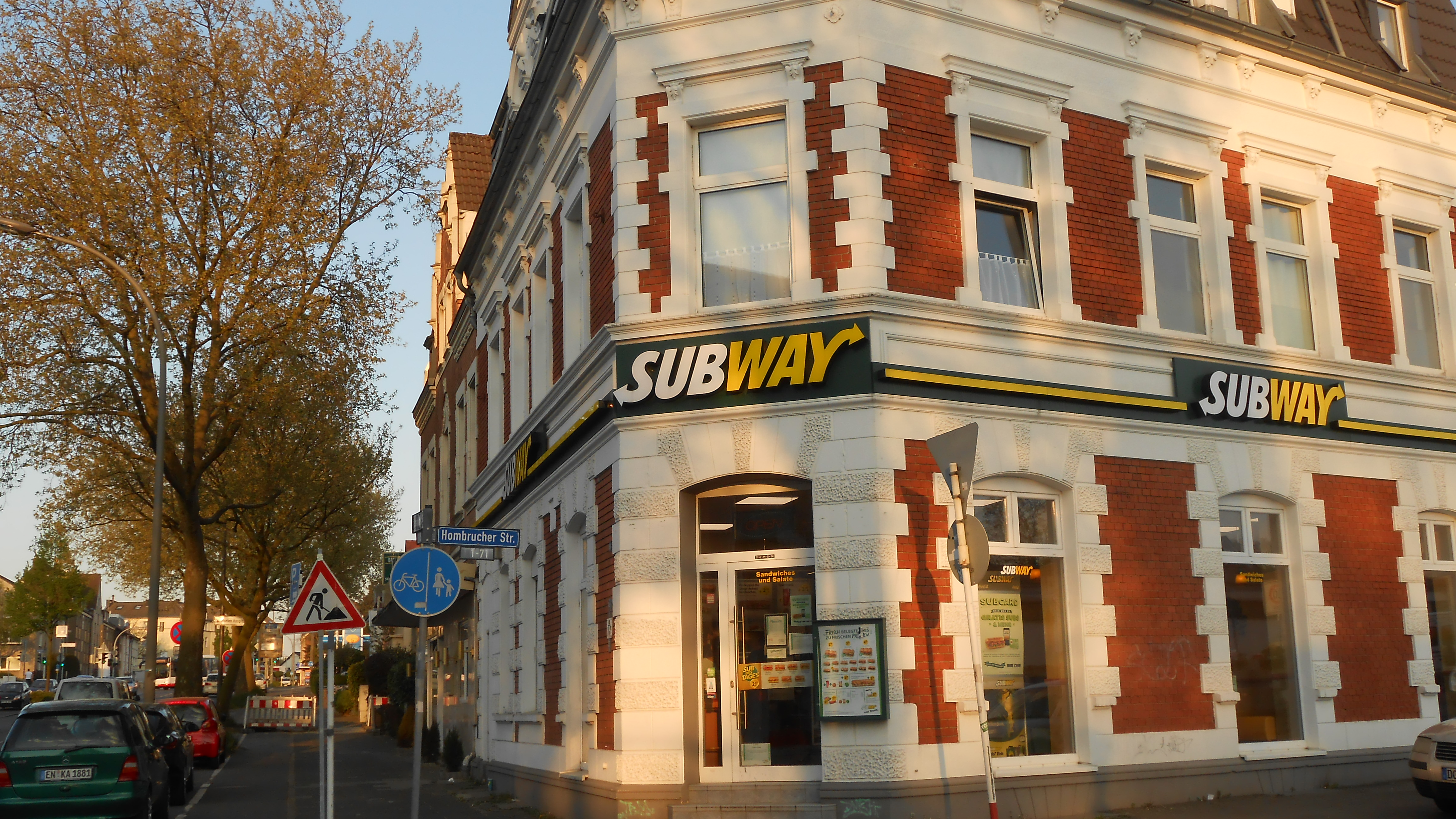
Filiale in Dortmund-Barop

Die Entwicklung des deutschen Marktes wird von 13 Regionalbüros und insgesamt 18 Gebietsentwicklern aus gesteuert. Die Restaurants in Deutschland werden von rund 350 verschiedenen Lizenznehmern betrieben. Im europäischen Vergleich gibt es in Deutschland damit die zweitmeisten Filialen.
Die erste Filiale in Deutschland wurde am 13. Juni 1999 in Berlin am Kurfürstendamm eröffnet, die 300. Filiale am 12. Januar 2006. Zwischenzeitlich existierten in Berlin bereits mehr als 40 Filialen, zurzeit gibt es jedoch nur 32. In Lübeck eröffnete im September 2006 die erste deutsche Filiale mit Drive-in-Angebot (mittlerweile befindet sich dort kein Subway-Restaurant mehr) und in Würzburg das erste Autobahnrestaurant. Im selben Jahr wurde das erste Restaurant in einem Krankenhaus in Wilhelmshaven errichtet. Im November 2006 wurde in Bad Kreuznach die 400. Filiale eröffnet.
Im März 2007 eröffnete in Bünde der erste Subway-Freestander, also ein Restaurant, das nicht in ein bestehendes Gebäude integriert, sondern neu gebaut wurde. Im Oktober 2007 wurde in Berlin-Wilmersdorf die 500. Filiale eröffnet und im Mai 2008 die 600. Somit wurden im Jahr 2007 150 neue Restaurants eröffnet. Bis Ende 2008 wollte das Unternehmen insgesamt 750 Filialen vorweisen, dieses Ziel wurde jedoch nicht erreicht. Am 31. Dezember 2008 gab es in Deutschland 696 Restaurants. Im Januar 2009 wurde in München die 700. Filiale eröffnet.
Ursprünglich plante das Unternehmen, bis 2010 eine Zielmarke von 1500 Filialen in Deutschland zu erreichen und damit den Marktführer McDonald’s mit seinen derzeit 1.333 Filialen zu übertreffen. Infolge der Marktentwicklung streckte Subway im Jahr 2007 diese Expansionspläne für Deutschland zunächst zeitlich auf 2011.
Anfang 2010 war die Kette in Deutschland an knapp 800 Standorten vertreten, nachdem 2009 rund 100 eröffnet worden waren. Diese Zahl sank aber im Laufe des Jahres 2010 aufgrund massiver interner Probleme auf knapp 700 Stores zum Ende des Jahres 2010 ab. Damit wurden 2010 erstmals mehr Stores in Deutschland geschlossen als neue eröffnet. Die Zahl der Filialen nahm im Laufe des Jahres 2011 weiterhin stetig ab, so gab es im September 2011 nur noch 616 Filialen, Ende 2011 war Subway mit 612 Restaurants am Markt. 40 Filialen sagten sich von Subway los und firmierten fortan unter dem Namen Mr. Sub. Im August 2013 war Subway noch mit 587 Stores vertreten.
Nachdem sich die ursprünglichen Expansionspläne nicht realisieren ließen, kam es wiederholt zu gerichtlichen Auseinandersetzungen mit deutschen Franchisenehmern. Diese beklagten sich generell auch darüber, dass der Durchschnittsumsatz und die Margen zu niedrig seien. Im Jahr 2010 waren mindestens 100 deutsche Franchisenehmer in juristische Auseinandersetzungen mit dem Unternehmen verwickelt. Außerdem hatte das Unternehmen gegen Abtrünnige geklagt, die unter dem Namen Mr. Sub und mit leichten Änderungen im Erscheinungsbild ihre Filialen weitergeführt hatten. Das Landgericht Mannheim gab Subway Recht, dass die Produkte und Geschäfte der Konkurrenten zu ähnlich seien.
Seit 2011 ist Subway wieder auf Wachstumskurs und verzeichnet seither kontinuierlich steigende Restaurant- und Umsatzzahlen. Im März 2022 existierten in Deutschland 645 Filialen.

### Österreich
In Österreich eröffnete 1995 am Wiener Ring das erste Subway-Restaurant Europas. Durch den Konkurs des damaligen Masterfranchisenehmers in Österreich musste Subway den Großteil der Lokale in Österreich im Jahr 2005 schließen. Erhalten blieb lediglich eine Filiale in Wien am Opernring.
Später konnte sich Subway im zweiten Versuch am österreichischen Markt etablieren. Am 16. Juni 2008 eröffnete ein Subway-Restaurant in St. Pölten. In den folgenden Jahren folgten weitere Filialen, zum Beispiel Anfang August 2014 in der Wiener Millennium City, drei Filialen in Graz und eine in Bruck an der Mur. Derzeit (Stand: Juli 2023) gibt es insgesamt 39 Restaurants in Österreich. Die Sandwichkette ist damit in allen Bundesländern außer Vorarlberg vertreten. Subway expandiert im zweiten Versuch nicht mit einem Masterfranchisenehmer, sondern setzt wie in den anderen deutschsprachigen Märkten auf mehrere Franchisenehmer, die durch regionale Gebietsentwickler unterstützt werden.

### Schweiz
In der Zeit des Jahrtausendwechsels gab es in der Schweiz fünf Subway-Restaurants, nämlich in den Städten Lausanne, Luzern, Winterthur, Genf und Zürich. Danach zog sich Subway zurück, und viele der Geschäfte wurden von der damaligen New York Pizza Connection, der heutigen New York Food Company, übernommen. Nach diesem gescheiterten Versuch, sich in der Schweiz zu etablieren, wurde am 24. August 2007 mit einer Filiale an der Sihlbrücke in Zürich erneut ein Subway in der Schweiz eröffnet. Ihre Managerin will längerfristig die in der Schweiz mit 147 Filialen vertretene Fast-Food-Kette McDonald’s überholen. Am 17. Oktober 2008 wurde in Gossau SG die zweite Subway-Filiale eröffnet. Mit Eröffnung des Stücki Einkaufscenter in Basel am 24. September 2009 eröffnete auch ein Subway-Restaurant am Rheinknie. Am 29. Oktober 2009 ist der Subway in der Badener Weiten Gasse eröffnet worden. Weitere Restaurants in Wohlen und Olten wurden im Sommer 2010 eröffnet. Weiterhin expandierten sie in Winterthur (Eröffnung 24. November 2010) am Helvetiaplatz in Zürich (November 2010) und Kreuzlingen TG (Oktober 2011). 2012 wurden in Egerkingen SO (Eröffnung 14. September) und in Rümlang ZH (Eröffnung 23. August) zwei weitere Läden von bereits bestehenden Franchise-Nehmern eröffnet.
Am 7. Februar 2013 öffnete zudem eine Filiale im Shoppyland Schönbühl und damit zum ersten Mal in der Region Bern. Derzeit (Stand: März 2022) zählt Subway in der Schweiz 56 Filialen und besitzt eine eigene, auf den Schweizer Markt ausgerichtete Homepage.
Die 2024 gegründete Convenience House Schweiz AG kündigte an, 70 neue Filialen in der Schweiz bis 2031 zu eröffnen. Präsident des Verwaltungsrates ist Markus Laenzlinger, der Geschäftsführer heißt Sebastian Becker. Beide waren zuvor bei Migrolino in der Geschäftsleitung tätig.

### Liechtenstein
Am 1. April 2011 wurde die erste Subwayfiliale im Einkaufszentrum Mühleholz in Vaduz eröffnet.

## Werbung

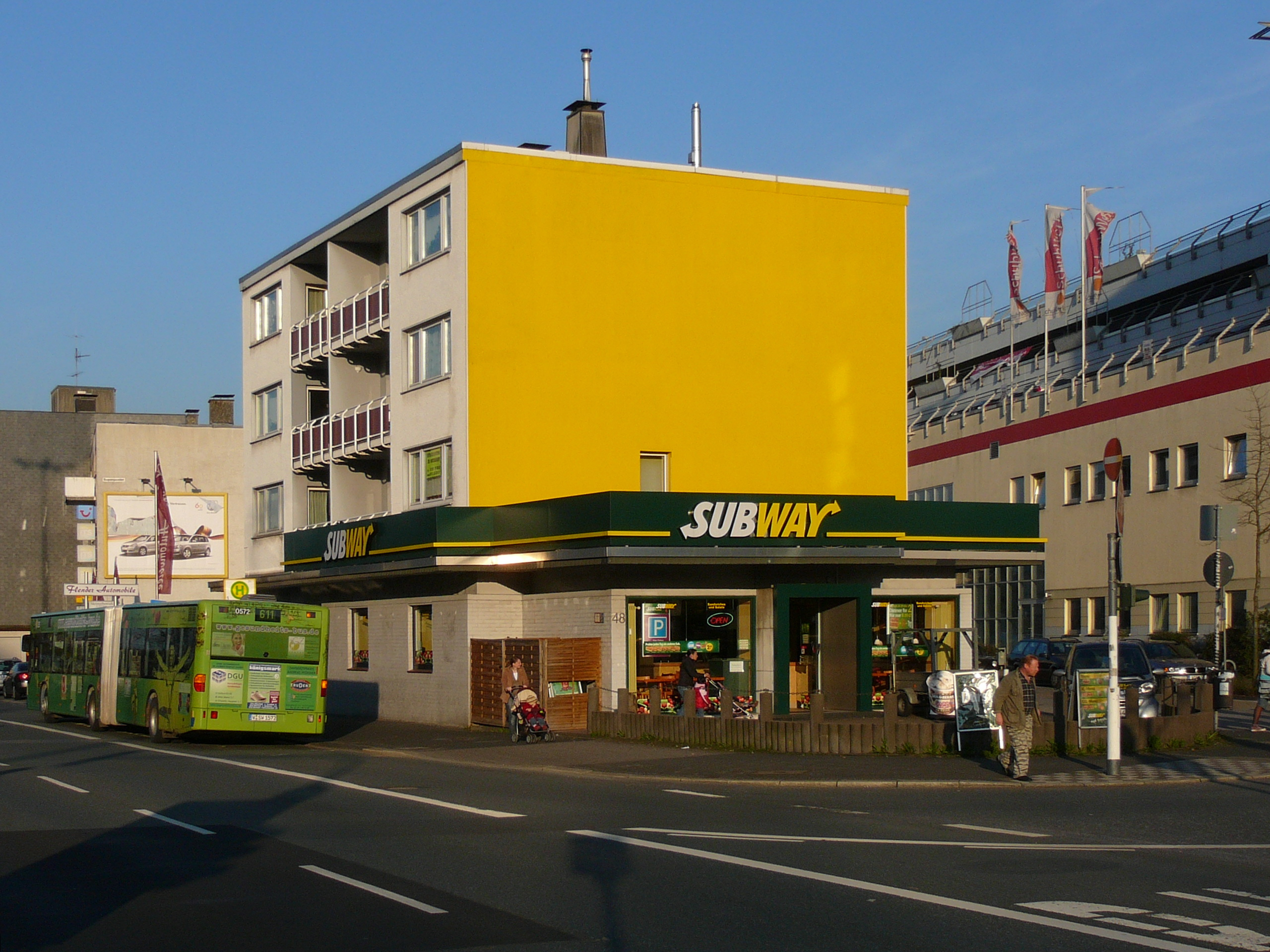
Subway-Filiale in Wuppertal

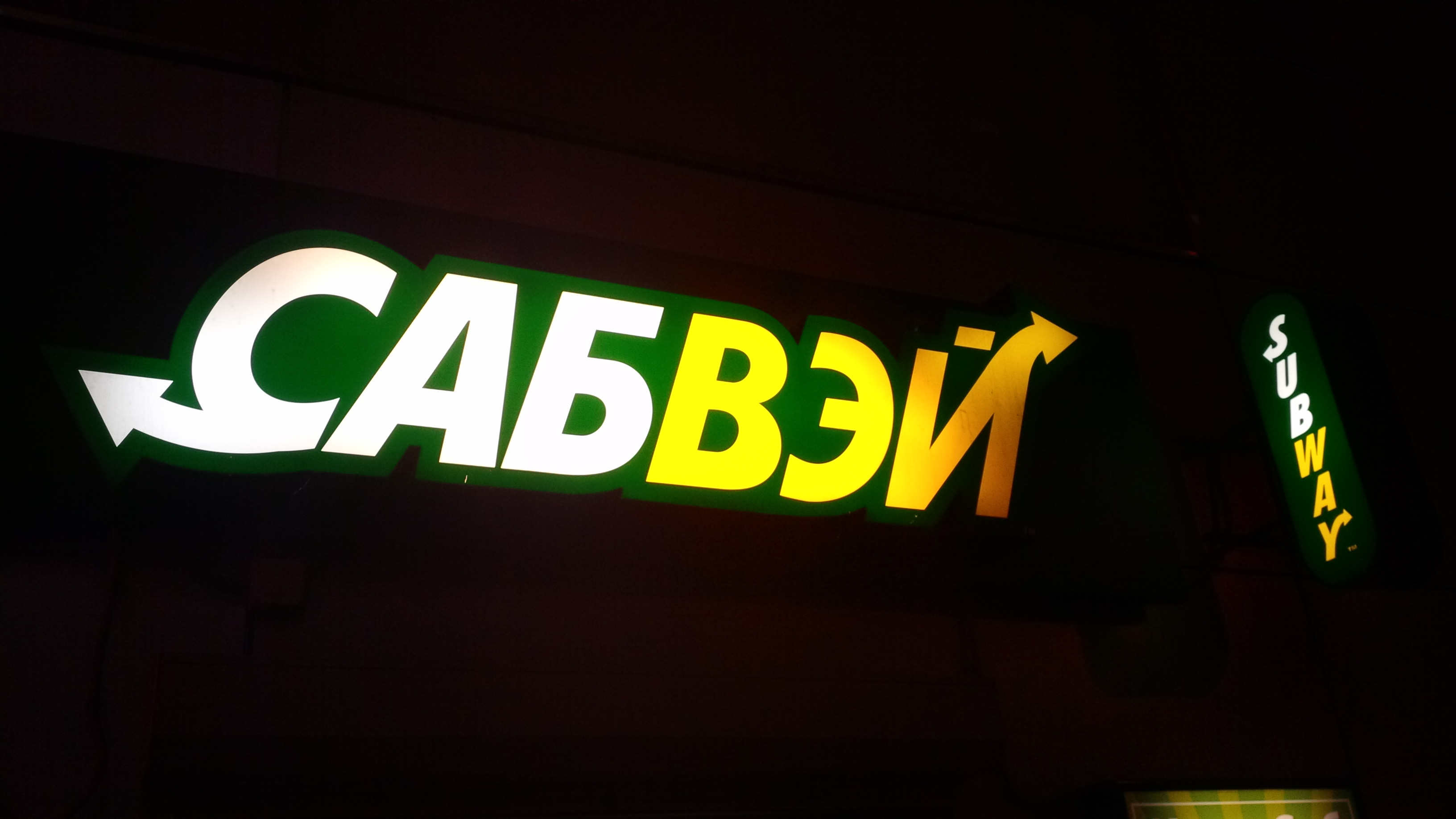
Subway-Restaurant in Moskau

Die beiden für das Unternehmen bestimmenden Farben im Logo sind Gelb und ein dunkles Grün. Die Kernaussagen des Unternehmens bei seiner Vermarktungsstrategie sind „frisch vor den Augen zubereitet“, „genau wie ich es will“ und „eat fresh“. Der Gast kann wählen, wie und mit welchen Zutaten er sein Essen zubereitet haben möchte. Die Kommunikationszielgruppe bewegt sich derzeit im Alter zwischen 15 und 35 Jahren, der Schwerpunkt liegt in den Bereichen Sport und Fitness.
Alle Werbemaßnahmen finanzieren sich durch eine prozentuale Abgabe der Franchisenehmer in einen Werbefonds. Seit April 2007 bewirbt Subway im deutschen Markt die Marke mit TV-Werbespots. Dies geschieht mit der Werbefigur Sub Wayne, die von der Frankfurter Werbeagentur LommelLudwig kreiert wurde. Der Name Sub Wayne ist eine Erfindung des Agenturallianzpartners bitsinmotion, Mainz. Bei allen Werbespots kommt, wie in den USA, derselbe Claim zum Einsatz: eat fresh!(deutsch: iss frisch) Weiter war Subway in den vergangenen Jahren immer wieder mit verschiedenen Hörfunkspots präsent, die bundes- oder landesweit geschaltet wurden.
Darüber hinaus hat jedes einzelne Restaurant die Möglichkeit, Werbeaktionen auf lokaler Ebene zu starten. Diese intern als local store marketing bezeichneten Aktionen beruhen oft auf nationalen Marketingbausteinen. Zum Teil schließen sich mehrere Restaurants einer Stadt oder einer Region zusammen, um gemeinsam größere werbliche Aktionen starten zu können.
In den USA warb Subway mit einem Testimonial: Jared Fogle (* 1. Dezember 1977 in Indianapolis, Indiana), auch bekannt als der Subway Guy, ist ein ehemals von Subway angestellter Firmenrepräsentant. Der erste TV-Spot mit Jared wurde am 1. Januar 2000 ausgestrahlt und erzählte seine Geschichte. Zwischen März 1998 und Februar 1999 nahm Fogle, der ursprünglich 192 Kilogramm (424 Pound) wog, mehr als 111 Kilogramm ab, indem er täglich nur zwei Subway-Sandwiches aß. Ab einem Gewicht von 136 kg kam ein ausgiebiges Bewegungsprogramm hinzu.
Jared Fogle gründete darüber hinaus die Jared Foundation, die durch Aufklärung versucht, gegen Adipositas bei Kindern anzugehen.
In der South-Park-Folge Jared Has Aides (Staffel 6, Folge 2) wurde die Geschichte von Jared Fogle karikiert.
Am 7. Juli 2015 gaben Fogle und Subway bekannt, dass die Geschäftsbeziehung zwischen beiden beendet sei. Hintergrund sind Ermittlungen gegen Fogle wegen des Besitzes von Kinderpornografie und wegen sexueller Beziehungen zu Minderjährigen.

## Kritik
Im Auftrag des ZDF wird darauf hingewiesen, dass manche Produkte (Chicken Teriyaki) diametral entgegen den werbenden Versprechen („eat fresh“) aus minderwertigen, mit Chemie lang haltbar gemachten industriell hergestellten Komponenten bestehen.

### Franchisenehmer
In Deutschland berichtete das Magazin Der Spiegel in der Ausgabe vom 12. März 2007 kritisch über das Wachstum der Kette und die Stimmung unter den Franchisenehmern. Der Bericht zitiert den Präsidenten des Deutschen Franchise-Nehmer Verbandes (DFNV) Bernd Faßbender, nach dessen Vermutung „bei vorsichtiger Schätzung […] 30 Prozent der Subway-Stores am Existenzminimum“ kratzten. Manche Franchisenehmer könnten die vertraglichen Abgaben von 12,5 Prozent des Umsatzes an Subway daher nicht mehr zahlen. Auch die Entlohnung der Mitarbeiter liegt weit unter dem branchenüblichen Stundentarif. Die Auswahl der neuen Franchisenehmer sei umstritten. Weiter wird berichtet, es sei umstritten, dass für Neulinge zur Aufnahme in das System eine 14-tägige Schulung sowie die Zahlung einer Franchisegebühr von 10.000 Euro (ursprünglich 10.000 Dollar) hinreichen, während bei McDonald’s ein anderthalbjähriges Traineeprogramm durchlaufen werden muss. Unter dem Titel Mit Franchise in die Pleite berichtete SternTV am 19. November 2008 über dubiose Praktiken, rechtswidrige Franchiseverträge, Insolvenzen von Subway-Franchisenehmern und Expansionspläne von Subway in Deutschland. Als ein „fragwürdiges Geschäftsmodell“, das auf Selbstausbeutung beruhe, zitierte Die Zeit 2009 einen Gewerkschafter zum Franchise-System des Unternehmens. Zudem liege das Lohnniveau für viele der 7000 Mitarbeiter weit unter dem Durchschnitt.
Auch das Magazin Frontal21 vom 21. Juni 2011 kritisierte unter dem Titel Schuften bis zum Umfallen – Die Verlierer bei Subway überhöhte Franchise-Gebühren. In Info-Veranstaltungen für potentielle Franchise-Nehmer würden unrealistische Gewinnerwartungen geweckt, Nebenkosten wie Miete oder Personal würden im vorgestellten Geschäftsplan nicht berücksichtigt. Bestandteil der „raffiniert ausgeklügelten“ Franchiseverträge sei das umfangreiche Franchise-Handbuch, das nicht mit Vertragsunterzeichnung, sondern erst nach Ablauf der gesetzlichen Widerrufsfrist ausgehändigt werde. Der Wirtschaftswissenschaftler Markus Giesler von der Universität Witten-Herdecke sprach in der Sendung von einem „radikal kapitalistischen Kurs“ und „Abzocke“, Franchise-Nehmer seien „zum Scheitern verurteilt“. Über das Schicksal eines französischen Franchisenehmers wird ausführlich in der Reportage von Céline Chassé berichtet.

### Expansion
In seinem im Jahr 2001 erschienenen Buch Fast Food Nation kritisiert Eric Schlosser die Franchisingpraxis der Kette. Subway war in den 1990er Jahren in den USA in mehrere Rechtsstreitigkeiten mit seinen Franchisenehmern verwickelt. Diese warfen der Kette vor, im Rahmen einer aggressiven Expansion die Umsätze bestehender Standorte durch die Neueröffnungen neuer Standorte zu beeinträchtigen.

### Brot

#### Zuckergehalt
Im September 2020 urteilte das irische Höchstgericht, dass es sich bei dem „Brot“ bei Subway nicht um Brot, sondern um Süßware handle, da der Zuckergehalt den für Brot gesetzlich definierten um das Fünffache übersteigt: „In diesem Fall wird nicht bestritten, dass das Brot, das Subway in seinen erhitzten Sandwiches vertreibt, einen Zuckergehalt von zehn Prozent des Gewichtes des Mehls im Teig enthält.“

#### Größenangaben
Am 26. Juni 2007 berichtete der US-amerikanische Fernsehsender KNXV-TV unter Berufung auf Ergebnisse des Arizona Department of Weights and Measures, dass die durch Subway in den USA vertriebenen 3-Foot Sandwiches tatsächlich nur 32,25 Zoll (82 cm) lang seien und damit fast 10 cm kürzer als die angegebene Größe. Ein Foot (Fuß) beträgt 12 Zoll (30,48 cm), somit sind drei Fuß 36 Zoll (91,44 cm). Nach Angaben des Arizona Department of Weights and Measures sollte die minimale Länge eines Subway „3-foot Sub“ 97 Prozent der angegebenen Länge (die Länge abzüglich drei Prozent Toleranz), also 34,92 Zoll (88,7 cm) betragen, um den behördlichen Vorgaben zu entsprechen. Im Verlauf weiterer Untersuchungen stellte sich heraus, dass die untersuchten Verpackungen, die für diese Produktgruppe vorgesehen waren, lediglich eine Länge von 34,75 Zoll (88,25 cm) aufwiesen und damit die maximal zulässige Varianz unterschritten. Als Antwort auf diese Untersuchungen erklärte Subway in den USA, dass das Unternehmen gegenwärtig seine Trainingsmaßnahmen, Verpackungsmaterialien und Werbemaßnahmen bezüglich der spezifischen oder auch implizierten Länge sogenannter Giant Subs überprüfe. Weiterhin beabsichtige das Unternehmen seine Franchisenehmer verstärkt dazu anzuhalten, Gästen gegenüber zukünftig nur noch die ungefähre Anzahl der durch das Produkt verkörperten Portionsanzahl, nicht aber spezifische Längenmaße zu nennen.

### Tätigkeit in Russland
Nach dem russischen Überfall auf die Ukraine geriet Subway in die Kritik, weil das Unternehmen in Russland den Betrieb seiner Filialen aufrechterhält, und somit auch weiterhin Steuergelder an den russischen Staat fließen.